# Ajrat Arslanov
Ajrat Arslanov (rusky Айрат Арсланов; 10. dubna 1928 Achun, Baškirsko – 23. dubna 2010) byl ruský herec, hlasatel a recitátor.

## Život
V roce 1949 absolvoval herecké oddělení Tatarské státní divadelní školy a v roce 1967 herecké oddělení Moskevského institutu divadelního umění A. V. Lunačarského.
V letech 1956 až 1960 působil jako dramatický herec v Akademickém divadle Galiaskara Kamala. V období 1960 až 1967 pracoval jako televizní hlasatel.
Od května 1967 se stal umělcem Tatarské státní filharmonie. V roce 1991 byl jmenován ředitelem odboru folklórních souborů filharmonie.
Po více než čtyři desetiletí přednášel tatarská literární díla z jeviště, v rozhlase a televizi. Jeho výkony byly nahrávány a distribuovány po celém Sovětském svazu.
Zemřel 23. dubna 2010 a je pohřben na Novotatarském hřbitově v Kazani.